# おしゃれ マイドリーム/エレガントガール
「おしゃれ マイドリーム／エレガントガール」は、北神未海（CV 小川真奈）with MM学園 合唱部と氷室衣舞（声：菅谷梨沙子/Berryz工房）による共作の両A面で共に7枚目のシングル。2010年10月13日発売。発売元はポニーキャニオン。

## 概要
- 北神未海（CV 小川真奈）with MM学園 合唱部、氷室衣舞（CV 菅谷梨沙子/Berryz工房）共に7枚目に当たるシングル。
- 初回限定盤A・B・Cと通常盤の4形態での発売。初回限定盤A・BはCD＋DVD、初回限定盤Cと通常盤はCDのみ。初回限定盤CにはMMクチュールスペシャルチェックハンカチが付属。

## 収録曲

### 初回限定盤A・C、通常盤
1. おしゃれ マイドリーム [4:47]
歌：北神未海（CV 小川真奈） with MM学園 合唱部
編曲：平田祥一郎
『極上!!めちゃモテ委員長』オープニングテーマ（2010年10月 - 2011年4月）
2. エレガントガール [3:20]
歌：氷室衣舞（CV 菅谷梨沙子/Berryz工房）
編曲：江上浩太郎
『極上!!めちゃモテ委員長』エンディングテーマ（2010年10月 - 2011年3月）
3. おしゃれ マイドリーム（オリジナルカラオケ） [4:47]
4. エレガントガール（オリジナルカラオケ） [3:20]

### 初回限定盤A付属DVD
1. おしゃれ マイドリーム（ミュージックビデオ）
2. おしゃれ マイドリーム（メイキング映像）

### 初回限定盤B
1. エレガントガール [3:20]
歌：氷室衣舞（CV 菅谷梨沙子/Berryz工房）
2. おしゃれ マイドリーム [4:47]
歌：北神未海（CV 小川真奈） with MM学園 合唱部
3. エレガントガール（オリジナルカラオケ） [3:20]
4. おしゃれ マイドリーム（オリジナルカラオケ） [4:47]

### 初回限定盤B付属DVD
1. エレガントガール（ミュージックビデオ）
2. エレガントガール（メイキング映像）